# Луко деј Марзи (Л'Аквила)
Луко деј Марзи (итал. Luco dei Marsi) је насеље у Италији у округу Л'Аквила, региону Абруцо.
Према процени из 2011. у насељу је живело 5675 становника. Насеље се налази на надморској висини од 662 м.

## Партнерски градови
- Стен